# 福建省福州格致中学
福建省福州格致中学（英語：Foochow College），簡稱格致、格致中學，本地人簡稱其福五中、五中，1847年由美國基督教美部會創辦於福建省福州府侯官縣，是位於福建福州的一所公立示範性完全中学，其前身保福山學校是中國近代最早創辦的新式中等學校之一，其後多次更名，歷經福音精舍、格致书院、福州私立格致中学和福州第五中学等多個階段。
福州格致中学是福建省一级达标中学，校名取自《大学》的“致知而在格物，物格而后知至”，是西方教会在福建创办的最早的中等学校。

## 学校历史

### 教會學校時期
1847年，基督教美部会传教士杨顺（Rev. Stephen Johnson）在南臺中洲岛设立布道所，7月开始招生，这是美部会在福建创办的第一所学校。
1848年，在南臺保福山正式成立「保福山学校」。
1853年，在保福山学校基础上续办「福音精舍」，学制3年，盧公義任主理。
1858年，「福音精舍」改名「格致书院」。
1864年，格致书院迁往福州城内于山北麓的观巷，定名为“福州书院”。
1890年，美国哈佛大学博士弼履仁接任书院主理，改校名为榕城格致书院并参照欧美中等学府模式进行管理。

### 私立學校時期
1916年，书院改名为「福州格致中学」。
1927年5月，福州格致中学改称“私立格致中学”。
1939年，学校迁至永泰县。
1941年，学校迁至邵武市。
1944年，学校除高中毕业班外其它年级迁回永泰县。
1945年，学校迁回福州市原址。

### 公立中學時期
1952年，福州私立格致中学、私立扬光中学、私立法海中学合并，成立福州第五中学。
1992年，经福州市人民政府批准，學校更名为「福州格致中学」。
2003年，學校成为福州市第九所福建省一级达标高中。

## 校園特色

### 交響樂團
福州格致中学交響樂團成立於1903年，其前身乃校銅管隊，後幾經輾轉成為現校交響樂團。其歷經百年，頗有佳績。
1993年，福州市政府成立福州市中学生交响乐团，委託福州格致中學建設，後改稱福州市小茉莉交響樂團，乃福州市唯一的市立青少年交響樂團。

### 天文台
福州格致中學天文台始建於1997年，現乃校天文社所屬，由格致中学和福建省天文学会联合建設。2006年，天文社藉格致天文台複辦；2013年，舊天文臺拆除。

格致天文台培養出不少人才，其中校友陳建生更在格致中學160校慶之際，將55892號小行星命名為福州格致星，作為賀禮.

## 院士校友
福州格致中学现有四名校友为中国科学院院士、一名校友为加拿大皇家科学院院士，分别是核医学家王世真（33届高中校友）、天文学家陈建生（57届高中校友）、数学家刘应明（53届初中校友）、化学家陈懿（51届高中校友）以及地理学家陈镜明（74届高中校友）。
为激励全校师生以院士校友为榜样，福州格致中学在于山大操场旁建设了“院士连廊”（即校徽中建筑）。

## 荣誉
2006年，福州格致中学校友陈建生院士将其领导的研究小组在1997年12月1日（即福州格致中学151年校庆纪念日）发现的55892号小行星命名为“福州格致星”（Fuzhou Gezhi）。

## 学校主页
- （简体中文）福州格致中学网站 （页面存档备份，存于）